# Білюк Даниіл Сергійович
Білюк Даниіл Сергійович (29 вересня 2002, с. Білокоровичі — 30 квітня 2024, с. Спірне) — учасник російсько-української війни, старший солдат, гранатометник 3-го відділення 2-го взводу оперативного призначення 11-тої роти оперативного призначення (на бронетранспортерах) 4-го Батальйону оперативного призначення «Сила Свободи»  4-ої Бригади оперативного призначення НГУ «Рубіж».

## Біографія
Народився 29 вересня 2002 року в с.Білокоровичі, Коростенського району, Житомирської області, проживав на Троєщині.
У 2020 році закінчив Білокоровицький ліцей, навчався в м.Вінниці, отримав диплом рятувальника. У 2021 році пішов у армію, після початку повномасштабної війни підписав контракт та добровольцем пішов у військо. З 2023 року брав активну участь у захисті Бахмутського району. 
Загинув у бою 30 квітня 2024 року від потрапляння на позиції FPV-дрона, захищаючи територіальну цілісність України, в районі населеного пункту Спірне, сам відбивши атаку ворога (ціле вороже відділення), захистивши побратимів та свої позиції Без Даниіла лишились мати, батько та молодша сестра.

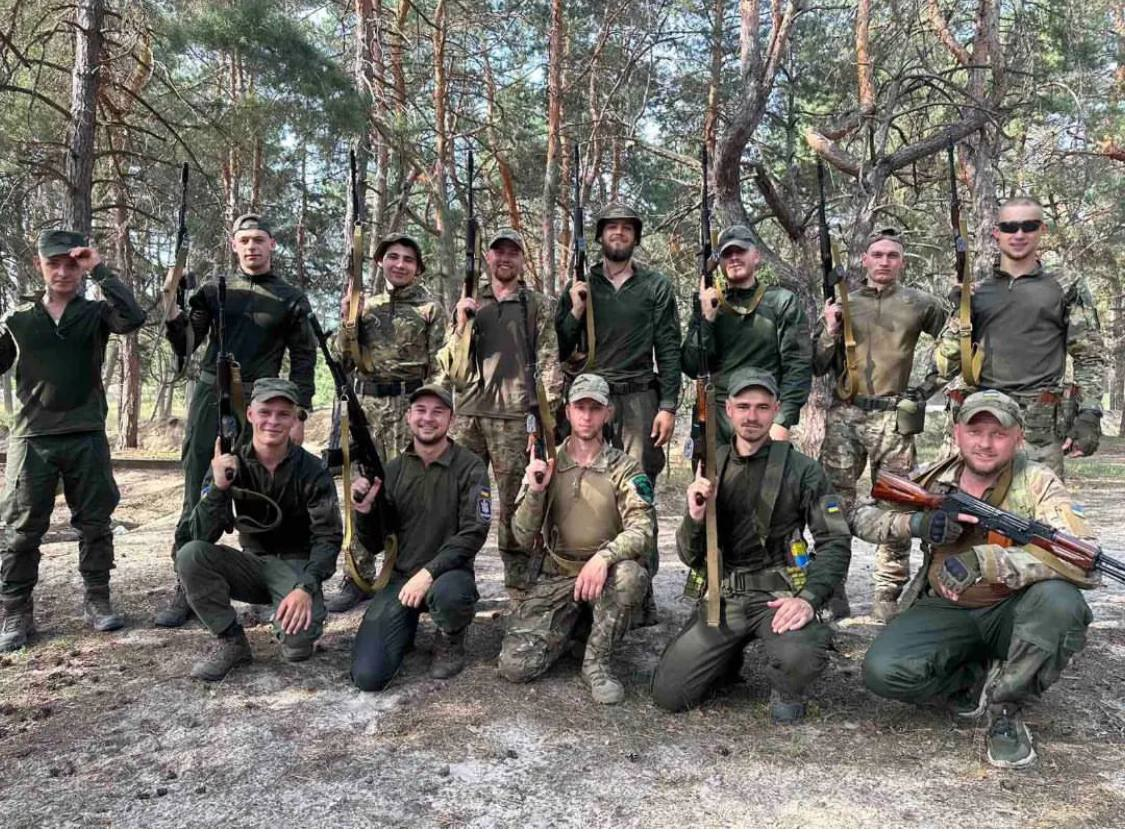
Батальйон «Свобода» 29 серпня 2023р